# 난쟁이개얼굴박쥐
난쟁이개얼굴박쥐(Molossops temminckii)는 큰귀박쥐과에 속하는 남아메리카 박쥐의 일종이다. 아르헨티나와 볼리비아, 브라질, 콜롬비아, 에콰도르, 가이아나, 페루, 파라과이, 우루과이에서 발견된다. 개체수가 풍부한 종으로 간주된다. 넓은 분포 지역을 갖고 있으며, 큰 개체군으로 추정되고 개체수가 감소 추세를 보이지 않기 때문에 국제 자연 보전 연맹(IUCN)이 "관심대상종"으로 분류하고 있다.